# Kulturno umjetničko društvo Škabrnja
Kulturno umjetničko društvo Škabrnja osnovano je 14. srpnja 2000. godine. Prije Domovinskog rata u Škabrnji nije postojalo niti jedan organizirano i utemeljeno kulturno-umjetničko društvo koje bi njegovalo i očuvalo običaje i tradiciju Škabrnje kroz pjesmu, ples i domaću riječ. Upravo to je bio poticaj nekolicini mještana da osnuju KUD.
KUD Škabrnja njeguje narodne plesove: "Biranac" i "Kukulec", a sama svrha KUD-a je udruživanje većeg broja mladih ljudi i mještana u različite kulturno umjetničke sekcije kako bi oni razvijali svoje stvaralaštvo te njegovali i očuvali običaje tradiciju Škabrnje kroz pjesmu, ples i domaću riječ.